# My Generation/Understand
《My Generation/Understand》是日本唱作女歌手YUI，于2007年6月13日所推出的第九张单曲碟。由STUDIOSEVEN Recordings发行。人氣女歌手YUI的第九張單曲《My Generation》，乃是根據YUI的個人經驗來創作。歌詞描寫YUI 16歲時，為當一個音樂人，而決定高校退學，為自己開創一條音樂路。在歌中可以強烈地感受到YUI高中退學的決心，以及YUI對音樂的熱誠。歌曲也是日劇《生徒諸君》的主題曲。而《Understand》則是竹內結子主演的電影《三輪車之犬》的片尾曲。

## 收录歌曲
1. My Generation
作詞・作曲：YUI　編曲：norta+
2. Understand
作詞・作曲：YUI　編曲：norta+
3. CHE.R.RY ～YUI Acoustic Version～
作詞・作曲：YUI　編曲：YUI & norta+
4. My Generation～Instrumental～
作詞・作曲：YUI　編曲：norta+

## 销售纪录
| 發行          | 排行榜      | 最高位 | 總銷量  | 上榜次數 |
| ------------- | ----------- | ------ | ------- | -------- |
| 2007年6月13日 | Oricon 日榜 | 1      |         |          |
| 2007年6月13日 | Oricon 週榜 | 1      | 135,093 | 9        |
| 2007年6月13日 | Oricon 月榜 | 9      |         |          |
| 2007年6月13日 | Oricon 年榜 | 55     |         |          |